# إيمانويل إيوها
إيمانويل إيوها (بالألمانية: Emmanuel Iyoha)‏ (11 أكتوبر 1997 بدوسلدورف في ألمانيا - ) هو لاعب كرة قدم ألماني في مركز الهجوم. لعب مع باير 04 ليفركوزن وفورتونا دوسلدورف.

## وصلات خارجية
- إيمانويل إيوها على موقع قاعدة بيانات كرة القدم.إي يو (الإنجليزية)
- إيمانويل إيوها على موقع Soccerway.com (الإنجليزية)
- إيمانويل إيوها على موقع عالم كرة القدم.نت (الإنجليزية)